# Ghosted (film, 2023)
Pour les articles homonymes, voir Ghosted.
Pour plus de détails, voir Fiche technique et Distribution.
Ghosted ou Silence radio au Québec est un film américain réalisé par Dexter Fletcher et sorti en 2023 sur Apple TV+.

## Synopsis
Cole Turner, maraîcher dans la région de Washington, rencontre Sadie Rhodes sur un marché et tombe amoureux. Mais, après une journée passée ensemble, Sadie ne lui donne plus de nouvelles. Alors que sa famille lui dit d'être patient, sa sœur lui affirme qu'il a été ghosté. Grâce à un traceur oublié par erreur dans le sac de Sadie, Cole découvre qu'elle est à Londres et décide de lui faire la surprise d'aller la retrouver.
Sur place, il est enlevé par des hommes. À son réveil, il est torturé par un dénommé Borislov, persuadé qu'il est le taxman. Sadie vient le libérer et ils s'échappent. Cole découvre qu'ils sont au Pakistan et que Sadie est en réalité un agent de la CIA. Malgré leur différend, ils vont devoir s'associer pour survivre. Ils se font arrêter par les hommes de Wagner, qui travaille pour un certain Leveque. Ce dernier est un ancien agent français ayant volé un puissant agent biologique, Aztec, mais a besoin du code. Cole et Sadie sautent de l'avion et échouent sur l'île de Socotra dans la mer d'Arabie, où ils vont apprendre à faire réellement connaissance. Ils sont ensuite attaqués par des hommes de Wagner, avant que des agents de la CIA les ramènent au siège de l'agence à Langley. Sadie est suspendue pour avoir perdu Aztec. Elle tente de s'excuser d'avoir mis Cole en danger, mais ce dernier lui en veut beaucoup. Ses connaissances en botanique vont cependant aider la CIA, qui lui demande de se faire passer pour le taxman pour l'échange avec Leveque.
Les deux hommes se rencontrent dans un restaurant tournant appartenant à M. Utami. De son côté, Sadie a été écartée de la mission. Les agents de la CIA devant protéger Cole sont cependant assassinés. Cole rencontre ainsi Leveque seul. Wagner et Utami sont également présents. Utami exige le code. C'est alors que Sadie fait irruption. Durant les négociations, elle révèle être le taxman. Elle lance un contrat sur la tête de Leveque, alors plein de tueurs à gages sont présents dans le restaurant. Une immense fusillade a lieu. Cole et Sadie s'en sortent finalement. Sadie rencontre la famille de Cole.
Trois mois plus tard, Sadie et Cole sont en mission sur le terrain...

## Fiche technique
Sauf indication contraire, les informations mentionnées dans cette section peuvent être confirmées par la base de données cinématographiques IMDb,  présente dans la section « Liens externes ».
- Titre original et français : Ghosted
- Titre québécois : Silence radio
- Réalisation : Dexter Fletcher
- Scénario : Rhett Reese et Paul Wernick
- Musique : Lorne Balfe
- Décors : Claude Paré
- Costumes : Marlene Stewart
- Photographie : Salvatore Totino
- Montage : Josh Schaeffer
- Production : Jules Daly, David Ellison, Chris Evans, Dana Goldberg, Don Granger, Rhett Reese et Paul Wernick

Producteurs délégués : Brian Bell, Ana de Armas et Donald J. Lee Jr.
- Sociétés de production : Apple Studios, Skydance Media et Rhett Reese Productions
- Société de distribution : Apple TV+
- Budget : n/a
- Pays de production :  États-Unis
- Langue originale : anglais
- Format : couleur
- Genre : comédie romantique, action et espionnage
- Durée : 116 minutes
- Date de sortie[2] :
  - Monde : 21 avril 2023 (sur Apple TV+)
- Classification[3] :
  - États-Unis : PG-13
  - France : déconseillé aux moins de 12 ans

## Distribution
- Chris Evans (VF : Alexandre Gillet) : Cole Turner
- Ana de Armas (VF : Marion Gress) : Sadie Rhodes
- Adrien Brody (VF : Adrien Antoine) : Leveque
- Mike Moh (VF : Adrien Larmande) : Wagner
- Tate Donovan (VF : Constantin Pappas) : M. Turner, le père de Cole
- Amy Sedaris (VF : Laurence Crouzet) : Mme Turner, la mère de Cole
- Lizze Broadway (VF : Lutèce Ragueneau) : Mattie Turner
- Mustafa Shakir (VF : Eilias Changuel) : Monte Jackson
- Anna Deavere Smith (VF : Sophie Riffont) : Dr Claudia Yates
- Tim Blake Nelson (VF : Sacha Petronijevic) : Borislov
- Tiya Sircar (VF : Capucine Lespinas) : Patti
- Steve Park (VF : Bernard Gabay) : M. Utami
- Marwan Kenzari (VF : Antoine Schoumsky) : Marco
- Victoria Kelleher (VF : Alexandra Gosset) : Edna
- Burn Gorman (VF : Yann Guillemot) : le chauffeur de taxi londonien
- Anthony Mackie (VF : Jean-Baptiste Anoumon) : le petit-fils de Sam (caméo)
- John Cho (VF : Jérémy Prévost) : le Leopard (caméo)
- Sebastian Stan (VF : Axel Kiener) : Dieu (caméo)
- Ryan Reynolds (VF : Pierre Tessier) : Jonas (caméo)
- Dexter Fletcher : Raoul (caméo)

 Source et légende : version française (VF) sur RS Doublage et selon le carton du doublage français.

## Production
En août 2021, il est révélé que Chris Evans et Scarlett Johansson sont en négociations pour tenir les rôles principaux de Ghosted, un film écrit par Paul Wernick et Rhett Reese pour Skydance Media, avec Dexter Fletcher à la réalisation,. En décembre 2021, Scarlett Johansson abandonne finalement le rôle, prise par d'autres projets. Elle est remplacée par Ana de Armas. En février 2022, Adrien Brody rejoint à son tour le film. Le mois suivant, la distribution enregistre les arrivées de Mike Moh, Amy Sedaris, Tim Blake Nelson et Tate Donovan.
Le tournage débute le 14 février 2022,. Il se déroule à Atlanta et Washington D.C.. Les prises de vues s'achèvent le 12 mai 2022.

## Bande originale
La musique du film est composée par Lorne Balfe. L'album est publiée par Lakeshore Records le 21 avril 2023.
Liste des titres
1. Get a Houseplant (1:45)
2. Meet Cute (3:22)
3. Opening Up (1:21)
4. Searching for Sadie (1:51)
5. Who Are You?! (3:29)
6. Keep Running (1:31)
7. Ticket to Ride (3:04)
8. Leveque (1:25)
9. The Capital (1:54)
10. Another Bounty Hunter? (3:13)
11. Broken Nose's (1:52)
12. Suspicions Growing (3:16)
13. Beach Connection (1:53)
14. Amaranth (3:15)
15. You Can Trust Me (2:53)
16. Table for Mr. Taxman (2:52)
17. Rotating Restaurant (4:54)
18. Open Case (3:45)
19. The End Is Nigh (4:06)
20. Table Talk (2:52)

Chansons présentes dans le film
- Feel It Still de Portugal. The Man
- Love Is Everywhere (Beware) de Wilco
- Heart of Glass de Blonde
- Like Sugar de Chaka Khan
- Sound & Color d'Alabama Shakes
- 20th Century Boy de T. Rex
- Last Night de Traveling Wilburys
- Pretty Please et Love Again de Dua Lipa
- My Sharona de The Knack
- Danger Global Warming (Trentemøller remix) de Blacksmoke Organisation feat. Hugh Cornwell
- There's No Other Way de Blur
- Are You Gonna Be My Girl de Jet
- Taxman de The Beatles
- Uptown Funk de Mark Ronson & Bruno Mars
- Baby de Charli XCX

## Sortie et accueil
Le film reçoit des critiques globalement négatives. Sur l’agrégateur de critiques Rotten Tomatoes, il n'obtient que 26 % d'avis favorables pour 101 critiques et une note moyenne de 4,3⁄10. Le consensus suivant résume les critiques compilées par le site : « Ondulant apathiquement entre l'action, la comédie et la romance sans jamais se solidifier en un ensemble satisfaisant, Ghosted gagne un chœur de huées ». Sur Metacritic, qui utilise une moyenne pondérée, le film obtient une note de 34⁄100 pour 29 critiques.
Sur le site Allociné, qui recense six critiques de presse, le film obtient la note moyenne de 2,2⁄5
.